# Гекстедт-ан-дер-Донау
Гекстедт-ан-дер-Донау (нім. Höchstädt an der Donau) — місто в Німеччині, знаходиться в землі Баварія. Підпорядковується адміністративному округу Швабія. Входить до складу району Діллінген. Центр об'єднання громад Гекстедт-ан-дер-Донау.
Площа — 37,45 км2. Населення становить 6879 ос. (станом на 31 грудня 2020).

## Галерея

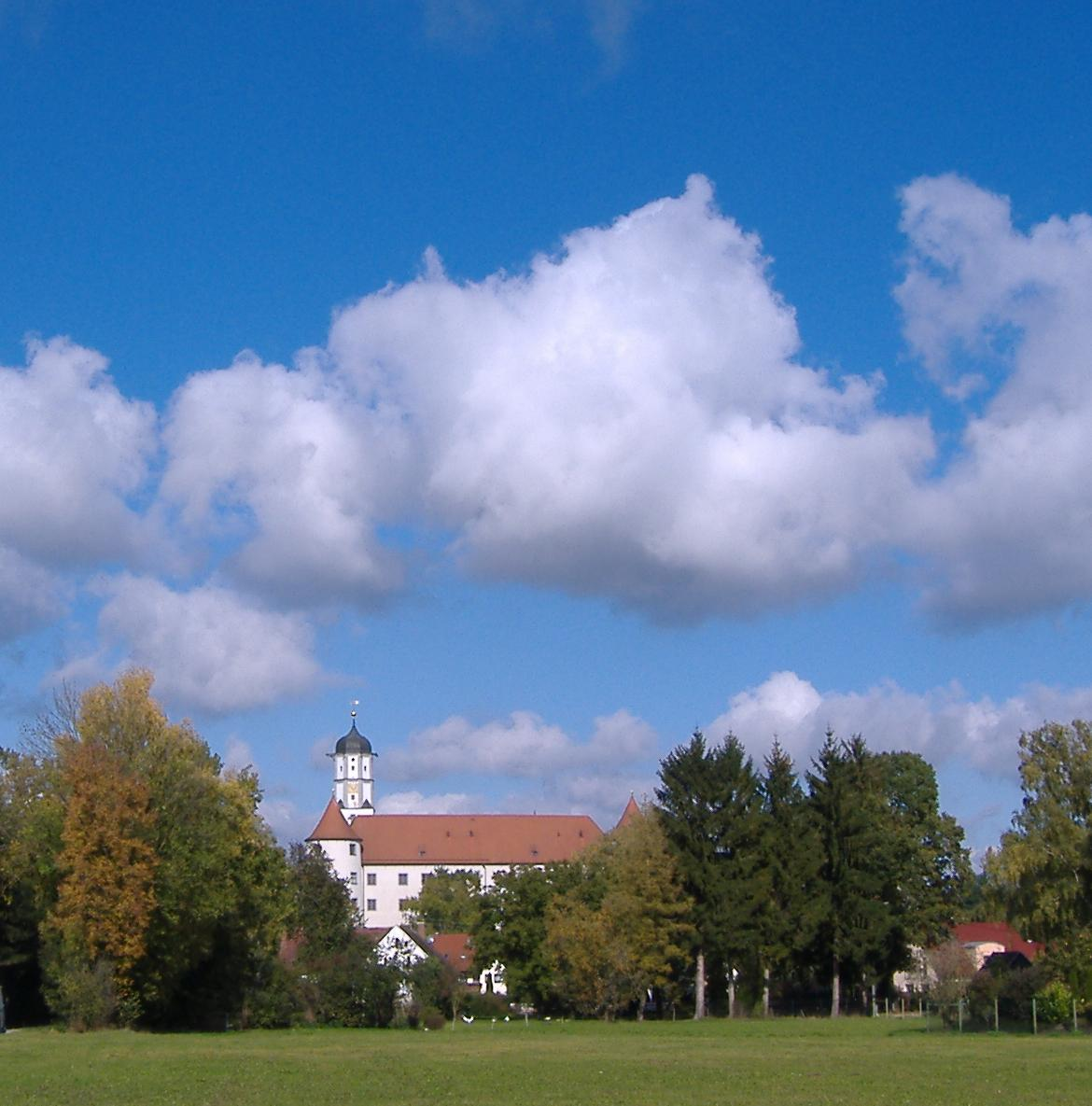
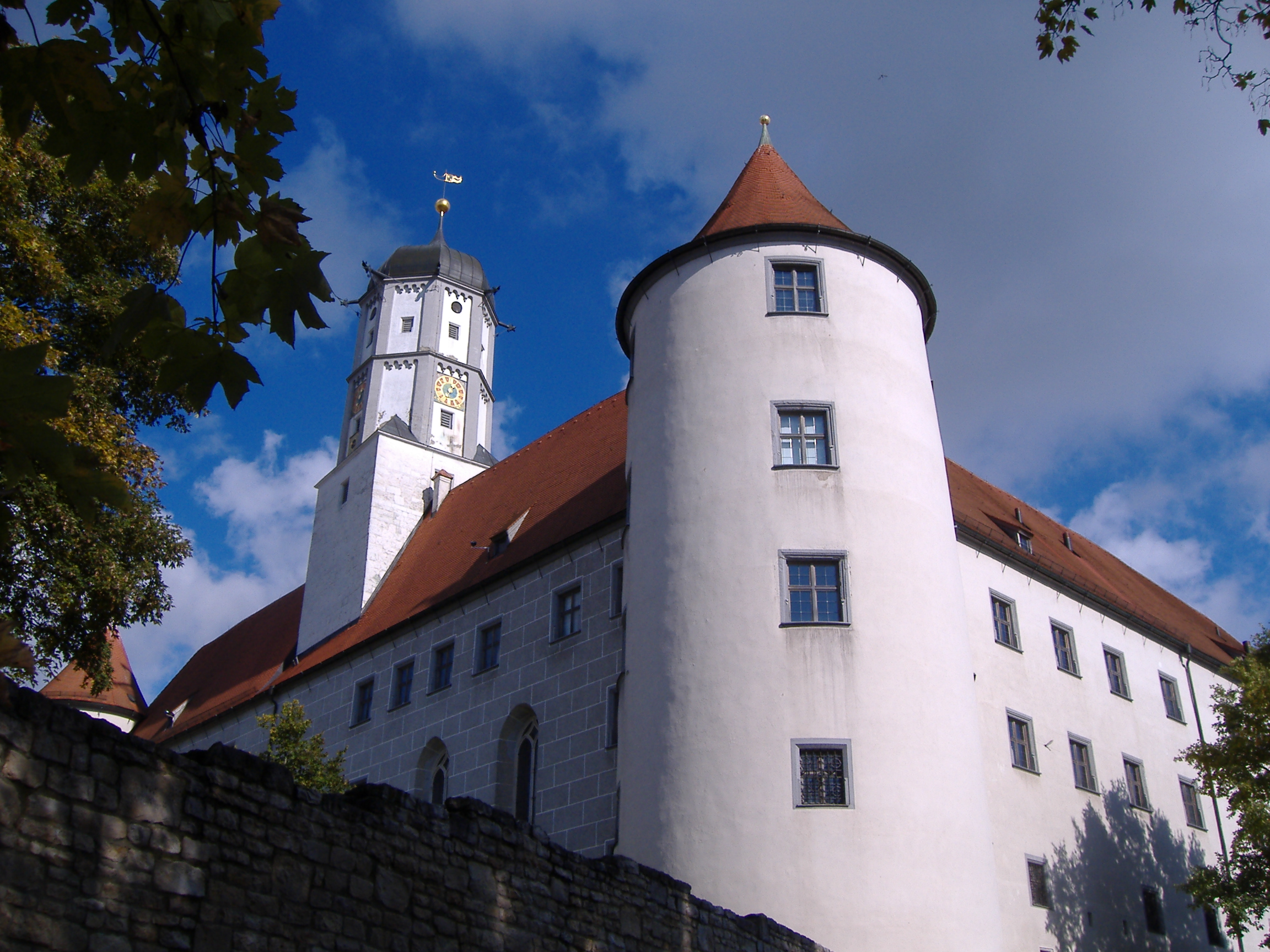
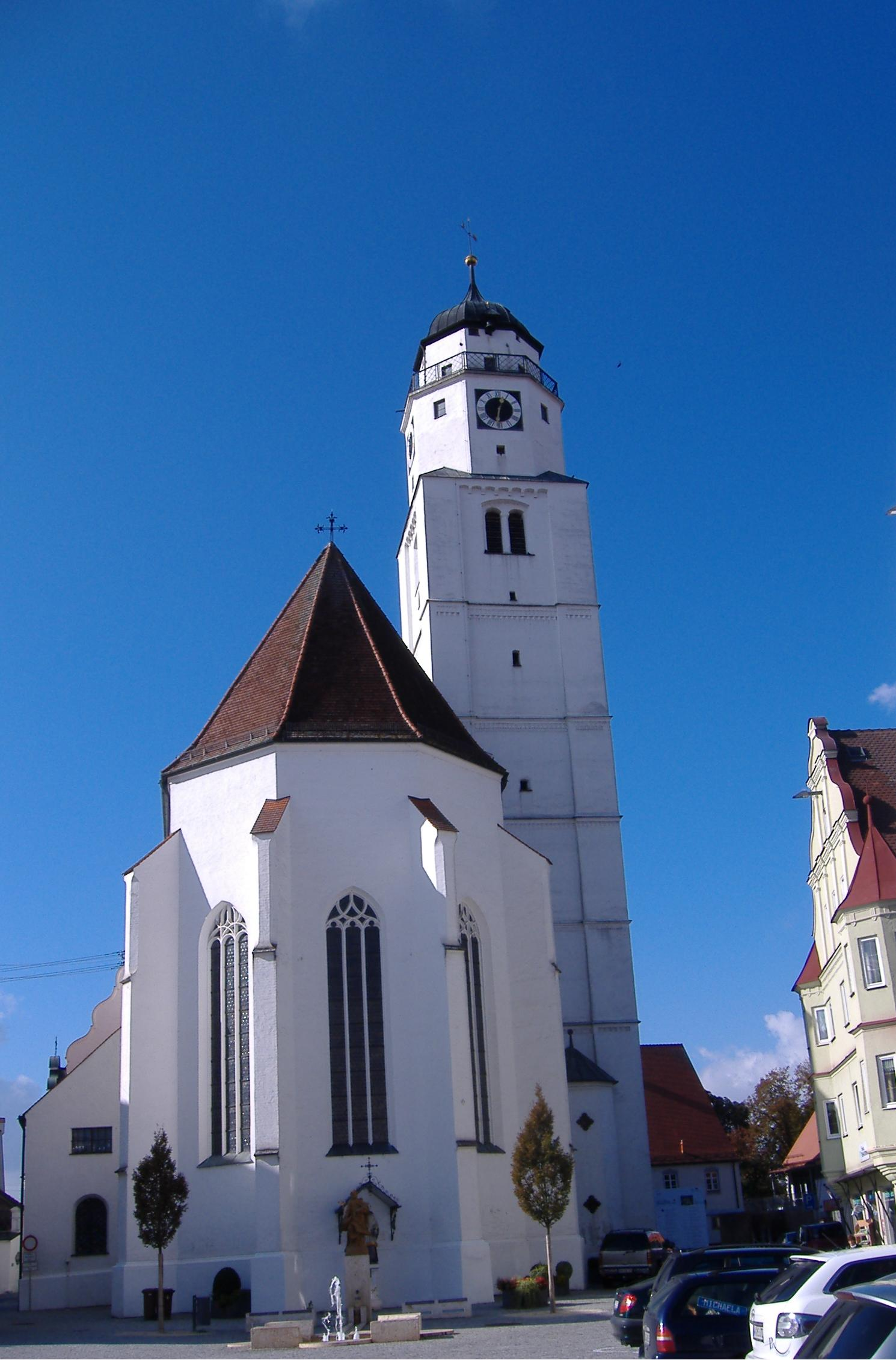